# Gemma Molera Marimon
Gemma Molera Marimon (Barcelona, 24 d'octubre de 1964 - Sant Cugat del Vallès, 20 de gener de 2018) fou una pintora i gravadora catalana, coneguda sobretot pels seus treballs amb la tècnica de l'encàustica.

## Biografia
Va estudiar Belles Arts a la Universitat de Barcelona, on es va especialitzar en escultura i gravat. Posteriorment va obtenir una beca Erasmus a la Winchester School of Art i va treballar com a gravadora al taller de Magí Baleta, on va col·laborar amb artistes com Jaume Plensa, Ferran Garcia Sevilla o Joan Benàssar. Entre 1994 i 1998 va treballar al taller de gravat i litografia Quadrat 9 de Barcelona, amb Alain Chardon, col·laborant amb Jaume Ribas, Jaume Roure i Perico Pastor, entre d'altres. A continuació va establir el seu propi taller al barri de la Ribera de Barcelona i, el 2004, a Cerdanyola del Vallès.
Del 1999 al 2001 va gaudir d'una beca en gravat al Pratt Fine Arts Center de Seattle, fet que li va permetre desenvolupar un estil senzill amb una pinzellada espontània. Va elaborar aiguatintes amb resina de colofònia, fotogravat d'imatges digitals d'objectes trobats i collages sobre la mateixa planxa.
Com a docent, va impartir cursos de gravat calcogràfic, fotogravat i serigrafia a l'Escola d'Art i Disseny de Sant Cugat (2002) i a l'Escola Illa de Sabadell.
El 2008 va col·laborar amb el fotògraf Pere Formiguera amb la sèrie de fotogravats titulada Pedres, que es va exposar a la Galeria Fidel Balaguer, i el 2014 va inaugurar el Centre d'Art Maristany de Sant Cugat del Vallès.
Va exposar la seva obra a Barcelona, Madrid, Seattle, Londres i Tòquio, i és autora de llibres d'artista, amb els quals va participar en diverses fires. També ha treballat per a galeries reconegudes en el món de l'obra gràfica, creant i estampant edicions de gravats de coure originals d'altres artistes i propis, així com desenvolupant la seva obra pictòrica a l'encàustica.
L'any 2017 el Museu Monestir de Sant Cugat del Vallès i el Museu d'Art de Sabadell van presentar la sèrie Lung & Bones, que mostra el treball d'introspecció que l'artista va fer els darrers anys arran de la seva malaltia, un càncer de pulmó i ossos.
El Museu Comarcal de la Noguera conserva obra seva.